# Amalur

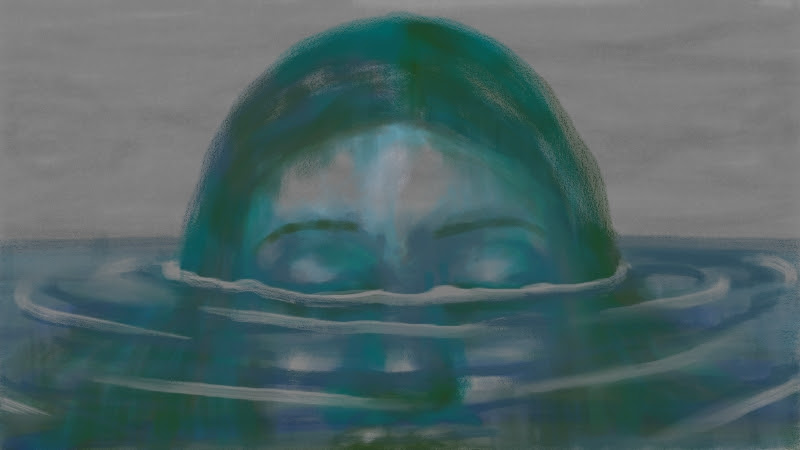
Amalur

Amalur, Ama Lurra eller Lurbira (baskiska: "Moder Jord") var jordens gudinna i baskisk mytologi.
Amalur tillhörde den ursprungliga mytologin i Europa före invandringen av indoeuropéerna. Hon var centralfiguren i den baskiska mytologin, och beskrivs både som jordens gudinna och som jorden själv. Hon var livets källa och ursprung, och gömde skatter i sina grottor. 
Hon var mor till mångudinnan Ilargi och solgudinnan Eguzku, som hon återfödde varje solnedgång respektive soluppgång. 